# Kleesalz
Kleesalz, manchmal auch Bitterkleesalz genannt, ist ein im Waldsauerklee (Oxalis acetosella) enthaltenes, gesundheitsschädliches Kaliumsalz der Oxalsäure (Kleesäure), die korrekte Bezeichnung ist Kaliumhydrogenoxalat mit der Formel KHC2O4.

## Eigenschaften
Kleesalz besitzt ein monoklines Kristallsystem. Das Monohydrat von Kleesalz verliert ab etwa 100 °C sein Kristallwasser.

## Verwendung
Kleesalz wird zur Reinigung von Mineralien eingesetzt, da sich damit limonitische Überzüge und Krusten entfernen lassen. Wässrige Lösungen von Kleesalz werden auch zur Entfernung von Rostflecken aller Art empfohlen, auch für das Entfärben der bläulichen Eisenflecken auf Eichenholz.
 Kleesalz ist das Standardpoliermittel für Marmor.